# Parish Ledge
Parish Ledge ist ein bis zu 1642 m hoher Gebirgskamm im ostantarktischen Viktorialand. In der Olympus Range des Transantarktischen Gebirges ragt er an der Ostseite des Bratina Valley auf.
Das Advisory Committee on Antarctic Names benannte ihn 2004 nach dem US-amerikanischen Atmosphärenforscher Thomas R. Parish von der University of Wyoming, der zwischen 1981 und 1997 im Rahmen des United States Antarctic Program Untersuchungen zu den katabatischen Winden in Antarktika durchgeführt hatte.